# 在日ザンビア人
在日ザンビア人（ざいにちザンビアじん）は、日本に一定期間在住するザンビア国籍の人々である。

## 統計
日本の法務省の在留外国人統計によると、2024年12月末時点で在日ザンビア人は253人である。
在留資格別（3位まで）
| 順位 | 在留資格                 | 人数 |
| ---- | ------------------------ | ---- |
| 1    | 技術・人文知識・国際業務 | 73   |
| 2    | 留学                     | 64   |
| 3    | 家族滞在                 | 44   |

都道府県別（3位まで）
| 順位 | 都道府県 | 人数 |
| ---- | -------- | ---- |
| 1    | 北海道   | 43   |
| 2    | 千葉     | 31   |
| 3    | 大阪     | 28   |